# 1891 Gondola
1891 Gondola este un asteroid din centura principală, descoperit pe 11 septembrie 1969, de Paul Wild.